# Florae siculae prodromus
Florae Siculae Prodromus (abreujat Fl. Sic. Prodr.) és un llibre il·lustrat amb descripcions botàniques que va ser escrit pel botànic italià Giovanni Gussone. Es va publicar a Nàpols en dos volums en els anys 1827-1828 amb el nom de Florae Siculae Prodromus sive Plantarum in Sicilia Ulteriori Nascentium Enumeratio Secundum Systema Linnaeanum Disposita..